# Cotuí (kommun)
Cotuí är en kommun i Dominikanska republiken.   Den ligger i provinsen Sánchez Ramírez, i den centrala delen av landet, 60 km norr om huvudstaden Santo Domingo. Antalet invånare cirka 80 000